# انجیل (فیلم)
«انجیل» (انگلیسی: The Gospel) یک فیلم سینمایی آمریکایی درام و فیلم مسیحی به کارگردانی راب هاردی است که در سال ۲۰۰۵ منتشر شد. از بازیگران آن می‌توان به بوریس کوجو اشاره کرد.